# Jump Cut
Jump Cut: A Review of Contemporary Media es una revista de análisis de cine, televisión, video y medios. Fundada en 1974 por John Hess, Chuck Kleinhans ( Universidad del Noroeste) y Julia Lesage ( Universidad de Oregón ), toma su nombre del jump cut, una técnica de edición de películas en la que se produce un cambio visual abrupto. El objetivo declarado de la publicación es abordar cine y media desde una perspectiva de "izquierda no sectaria, feminista y antiimperialista".

## Historia
Hess, Kleinhans y Lesage se conocieron en Bloomington, Indiana, mientras asistían a la escuela de posgrado en la Universidad de Indiana, alrededor de 1970. Kleinhans recuerda: "[Nosotros] estábamos sentados tomando un café en la biblioteca de la universidad y diciendo: 'Deberíamos empezar una revista de cine', porque John publicó algo en Film Quarterly y Julia y yo también habíamos publicado algo". Después de formular los principios de la revista y recopilar artículos durante 1973, el primer número de Jump Cut se publicó en 1974. Cada editor contribuyó con $ 1,000 para cada edición para que pudieran estar libres de publicidad. Los costos se mantuvieron bajos publicando en papel de periódico en formato tabloide y escribiendo la copia en una máquina de escribir eléctrica (en lugar de tenerla mecanografiada ). La distribución fue realizada inicialmente por voluntarios que llevaban copias a los quioscos de Chicago — donde Kleinhans y Lesage trabajan en la enseñanza universitaria — y San Francisco / Berkeley, California — donde se estableció Hess.
Jump Cut se publicó en forma impresa hasta 2001. Poco después, comenzó a publicar en línea. A partir del 1 de septiembre de 2019, sus números anteriores están disponibles en Internet Archive para leerlos o descargarlos en una variedad de formatos.